# Théophile-Jules Pelouze

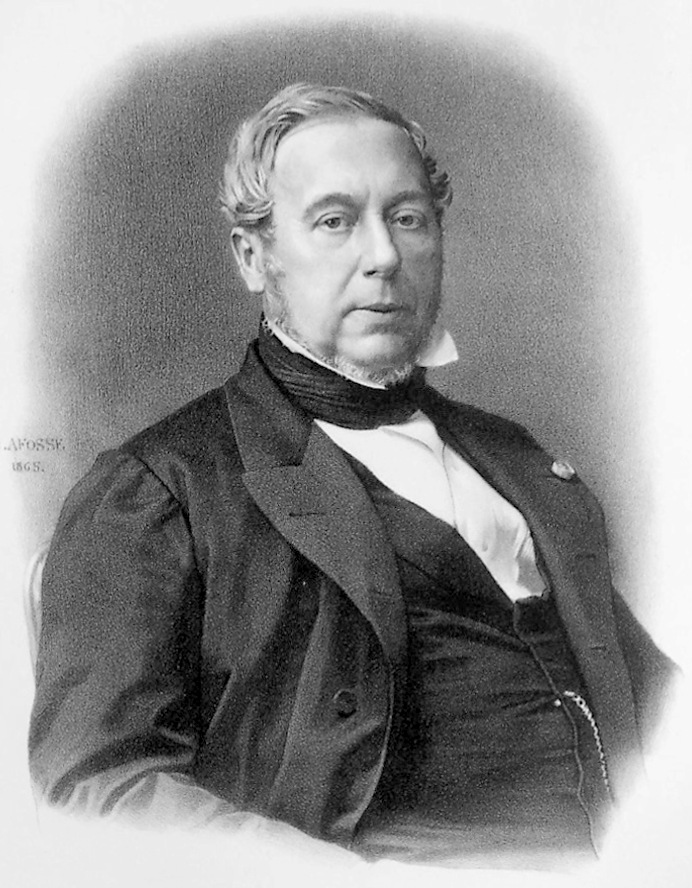
Théophile-Jules Pelouze

Théophile-Jules Pelouze ur. 26 lutego 1807 w Valognes, zm. 1867 w Paryżu – chemik francuski.

## Życiorys
Jego ojciec, Edmond Pelouze. był chemikiem przemysłowym i autorem podręczników chemii. Syn, spędziwszy kilka lat w aptece La Fère był asystentem m.in. Josepha Gay-Lussaca. W roku 1830 został profesorem chemii w Lille, po powrocie do Paryża został profesorem w École Polytechnique, sprawował również inne funkcje, m.in. szefa katedry chemii w Collège de France. Ze wszystkich funkcji publicznych zrezygnował w roku 1852. W r. 1846 rozpoczął serię eksperymentów z nitrocelulozą i innymi materiałami wybuchowymi. Jego uczeń Ascanio Sobrero wynalazł nitroglicerynę a Alfred Nobel - dynamit. Choć sam Pelouse nie dokonał żadnego istotnego odkrycia, jego prace z zakresu kwasów organicznych były znane w środowisku. Jego krytycy wskazywali na zainteresowanie się wyłącznie chemią doświadczalną a nie teoretyczną. 
Jego nazwisko pojawiło się na liście 72 nazwisk na wieży Eiffla.